# León Zimerman
León Zimerman (13 de julio de 1932 - 6 de marzo de 2007), fue un abogado, activista antirrepresivo y de defensa de los derechos humanos, diputado de la provincia de Buenos Aires y docente argentino. Fue fundador de la Coordinadora contra la Represión Policial e Institucional (CORREPI) y conocido por popularizar la expresión gatillo fácil para describir asesinatos cometidos por fuerzas de seguridad.

## Biografía
Toto Zimerman nació el 13 de julio de 1932. Se graduó de Abogacía y combinó esa profesión con la enseñanza: fue docente en el Colegio Nacional de Adrogué (partido de Almirante Brown) entre 1958-1976 y 1983-1989.
Tras el golpe de Estado en marzo de 1976, quedó cesanteado por el régimen militar, como parte de la persecución sistemática hacia docentes identificados políticamente o con perfil militante por parte de la dictadura.
En 1987 Zimerman integró como abogado la defensa de las familias de los tres jóvenes asesinados en la llamada “Masacre de  Budge”. Durante ese juicio, en el alegato final retó a los acusados policías parafraseando a Rodolfo Walsh: «Estos, más bien, son la secta del gatillo fácil», expresión que él mismo acuñó inspirándose en la frase «la secta del gatillo alegre» de Walsh. Este fue el primer caso en el que se utilizó el término «gatillo fácil» para describir asesinatos cometidos por fuerzas de seguridad.
En 2019, el Estado argentino desclasificó documentos reservados de inteligencia, el Boletín Oficial publicó el Decreto S 492/1972, mediante el cual el Poder Ejecutivo Nacional resolvía hacer lugar al recurso jerárquico interpuesto por Zimerman en 1970, dejando sin efecto la Resolución CACIE N° 321/70 que lo había calificado como "comunista"; si bien el decreto había sido firmado el 1° de febrero de 1972, su difusión oficial se realizó recién el 26 de agosto de 2019, casi 47 años después.
Zimerman falleció el 6 de marzo de 2007.

## Trayectoria militante y política
Zimerman fue un histórico dirigente del Partido Comunista Argentino, miembro del Comité Central. Colaboró en la Liga Argentina por los Derechos del Hombre, y fue cofundador –junto a Alfredo Bravo y otros– de la Confederación de Trabajadores de la Educación de la República Argentina (CTERA).
Liga Argentina de Derechos Humanos documentó que hasta octubre de 1991 su labor jurídica permitió condenar a 8 policías y 4 agentes parapoliciales por un total de 118 años de cárcel.
Además colaboró con la “Multisectorial Chau Pozo” que en 2006 logró el cierre del ex centro clandestino de detención Pozo de Banfield, y con el Centro Cultural La Toma de Lomas de Zamora.

### CORREPI
En 1992 Zimerman fundó la Correpi (Coordinadora contra la Represión Policial e Institucional), agrupación pionera en documentar casos de violencia policial en democracia. Militó en Correpi hasta 2006, año en que –por diferencias internas– se separó con otros integrantes y creó la Correpi Sur (luego denominada Coordinadora Antirrepresiva por los Derechos del Pueblo, CAdEP).

Nos enseñó que no toda derrota en lo judicial impide capitalizar enormemente en la organización popular, como sucedió durante todos los años que hubo que esperar en el caso Budge hasta que llegó la sentencia, que finalmente fue malísima. Once años de prisión, la posterior profugación de los policías, la pelea para encontrarlos y encarcelarlos a cuentagotas, hasta que en 2006 cayó el último, nos sirvió para lo que se venía en los años siguientes con Bulacio.
María del Carmen Verdú, co-fundadora de CORREPI

.

## Trayectoria legislativa
En 2001 fue electo diputado provincial bonaerense como candidato de Izquierda Unida (coalición en la que participaba el Partido Comunista); asumió su banca en 2001 y cumplió funciones hasta 2005. Zimerman fue el primer legislador bonaerense comunista de la historia de la provincia. En 2003 con Izquierda Unida se presentó como candidato a gobernador de la provincia de Buenos Aires, junto a Daniel Campos como su compañero de fórmula.

## Distinciones
- Vecino ilustre de Lomas de Zamora, (2008).[15]
- Placa Homenaje en el Colegio Nacional de Almirante Brown (Adrogué), (2011).[2]
- Ciudadano ilustre post-mortem de Almirante Brown, (2019).[16]

## Véase támbién
- Coordinadora contra la Represión Policial e Institucional